# NGC 2847
NGC 2847 је део галаксије (на пример сјајан HII регион) у сазвежђу Хидра која се налази на NGC листи објеката дубоког неба.
Деклинација објекта је - 16° 31' 2" а ректасцензија 9h 20m 8,6s. Привидна величина (магнитуда) објекта NGC 2847 износи 12,3.